# Joseph Van Praet

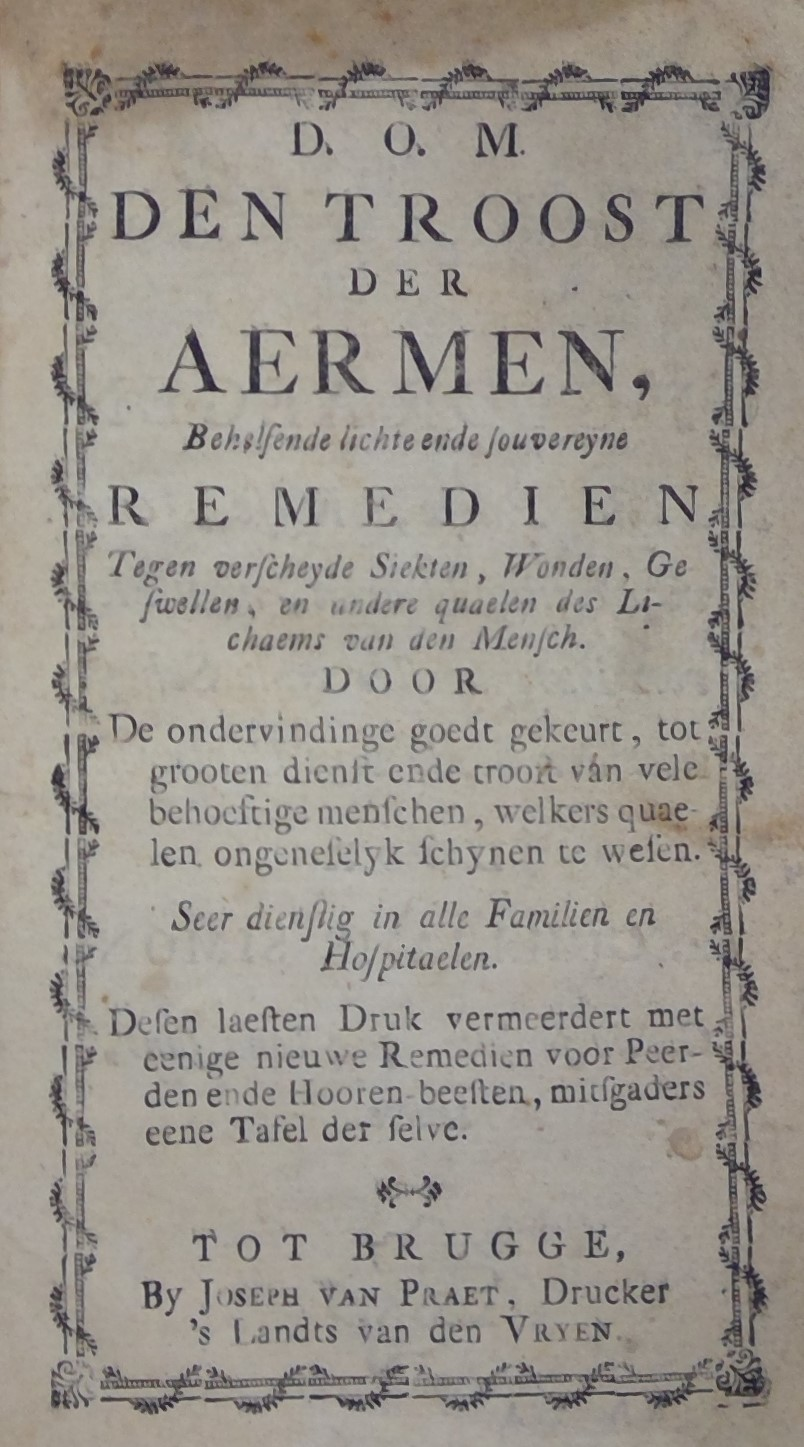
Brugse druk van Den Troost der Aermen uit 1765 door Joseph Van Praet. Bewaard in de Openbare Bibliotheek Brugge.

Joseph-Ignace Van Praet (Brugge, 22 juli 1724 - 20 januari 1792) was een uitgever, boekhandelaar en societyfiguur in het 18de-eeuwse Brugge.

## Levensloop
Van Praet was de zoon van Joseph Van Praet (1691-1724) en van Anne-Marie Herregoudts (1685-1749), dochter van kunstschilder Jean-Baptiste Herregoudts (Roermond, 1646 - Brugge, 1721) en van Anne-Pieternelle Timmermans († 1727). Kunstschilder Herregoudts was zich na 1680 in Brugge komen vestigen, was medestichter van de Brugse Kunstacademie en had naam gemaakt als schilder van portretten en van religieuze en historische taferelen. 
Joseph Van Praet senior was lakenhandelaar. Na zijn vroegtijdige dood zette zijn weduwe de zaak verder, vanaf circa 1745 bijgestaan door Joseph-Ignace. Hij bleef de zaak verder zetten tot in 1760.
In 1750 trouwde hij met zijn verre nicht, Marie-Anne Hergosse (Amiens, 1725 - Brugge, 1808).
Het echtpaar kreeg negen kinderen. Vier stierven jong: Félicité (1752-1753), Johannes (1758), Augustinus Jacobus (1766) en Henrica (1766). Twee dochters bleven in leven. Marie-Anne, het oudste kind (1751-1827) en haar zus Félicité-Thérèse (1755-1827). De drie zoons waren Joseph-Basile Van Praet (° 1754), François Van Praet (° 1759) en Augustinus Van Praet (° 1770). Deze laatste werd de vader van Jules Van Praet en de schoonvader van Paul Devaux.

## Talrijke activiteiten
De bezige bij Joseph Van Praet was professioneel actief in de Kamer van Koophandel als lakenhandelaar en vervolgens in het librariërsgild als drukker-uitgever.
Hij oefende ook activiteiten uit als ontvanger. Vanaf 1760 en tot aan zijn dood was hij ontvanger van het ambacht en de heerlijkheid van Sijsele, van de kerk en de parochie van Beernem, van het Ambacht en de heerlijkheid Nieuwen en de heerlijkheid Walschen in Beernem. Vanaf 1769 werd hij ook baljuw van de heerlijkheid Tillegem en bleef dit tot in 1786.
In 1746 was hij medestichter van de muziekvereniging "Confrerie van het Concert", zetelde onafgebroken in het bestuur en was vanaf 1777 tot aan zijn dood in 1792 de penningmeester.
In 1755 werd hij lid van het genootschap van de Brugse Kunstacademie, waarvan zijn grootvader J. B. Herregoudts destijds een van de stichters was. In 1775, ter gelegenheid van een grondige reorganisatie werd hij assessor of bestuurslid en in 1778 werd hij tresorier, wat hij eveneens tot aan zijn dood bleef.
In 1749 werd hij lid van de Sint-Jorisgilde en speelde er vele jaren een bijzonder actieve rol. Hij behoorde ook tot de Sint-Jorisgilde Jonghof (1749), tot de Sint-Sebastiaansgilde van Sint-Kruis (1752) en tot de Sint-Sebastiaansgilde in de Carmersstraat (1774). Hij was er in de Sint-Jorisgilde net op tijd bij om de heropleving van de gilde mee te maken. In 1750-51 werden 125 nieuwe leden ingeschreven. Dit was evenveel als men in de dertig voorafgaande jaren had lid gemaakt. Het is niet overmoedig te veronderstellen dat de actieve Van Praet in deze heropleving mee de hand had.
Hij werd een actieve schutter en nam meestal deel aan de verplaatsingen naar andere schuttersverenigingen. Weldra werd hij hofmeester of "regisseur" en hij nam zijn taak zodanig ter harte dat hij een uitgebreide studie over de gilde opstelde en publiceerde.

## Lakenhandelaar werd drukker
In 1762 deed Van Praet de overstap van de lakenhandel naar de boekhandel en drukkerij, hierdoor van zijn hobby zijn beroep makende. Al in 1764 werd hij gouverneur van het librariërsgild en in 1768-69 en 1774-75 bekleedde hij opnieuw deze functie. Hij was niet alleen, aangezien Brugge een tiental actieve drukkers telde. Zijn voornaamste concurrenten waren Joseph De Busscher, Joseph Bogaert en De Moor.
Hij werd een actieve drukker die zich op heel wat terreinen liet gelden: overheidsdrukwerk, gelegenheidsdrukwerk, almanakken, boeken en catalogi.

### Overheidsdrukwerk

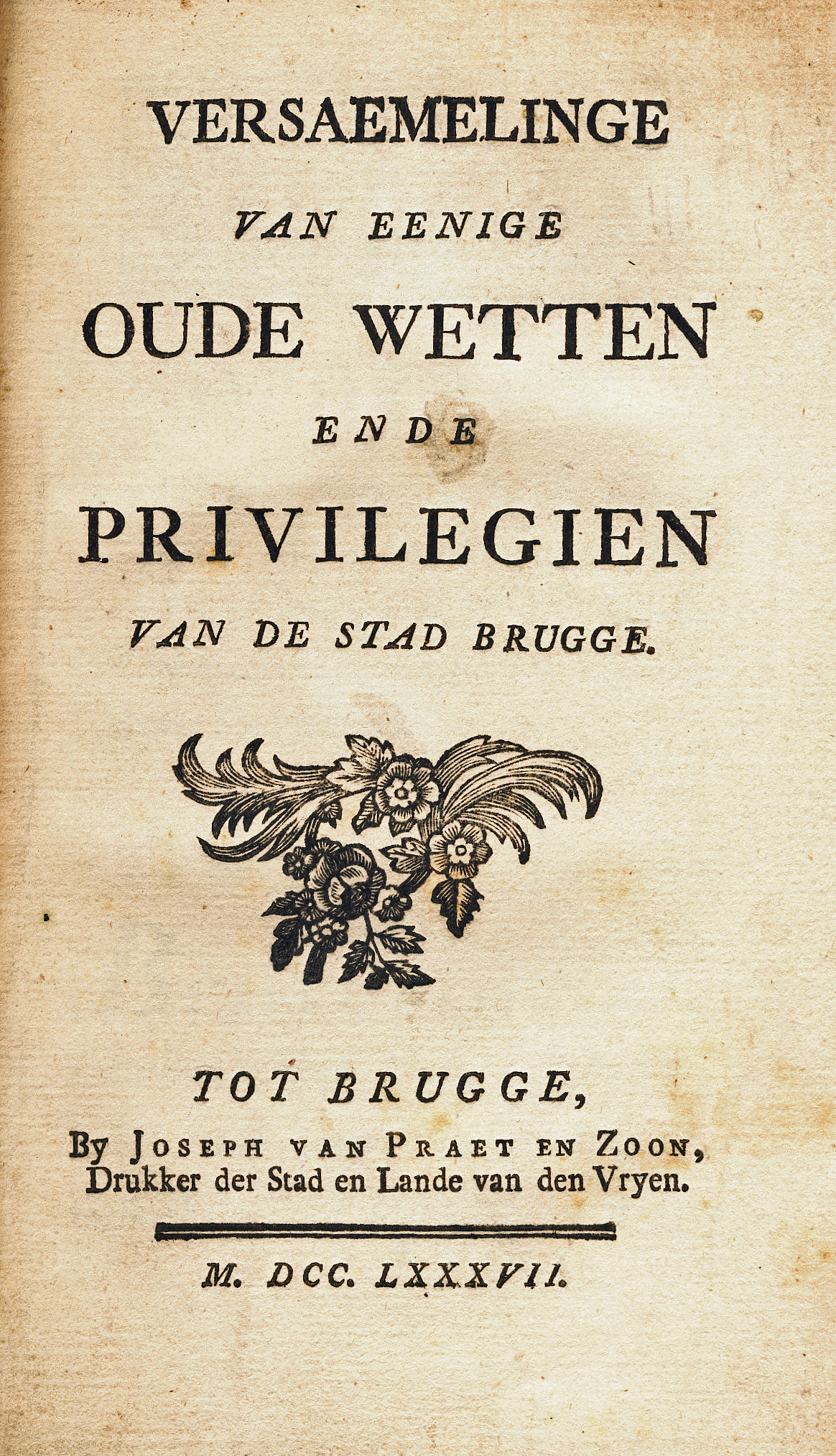
Titelpagina van een van de boeken die gedrukt werden door Joseph Van Praet (1787)

Hij slaagde er bijna onmiddellijk in al het drukwerk ten behoeve van het bestuur van het 'Brugse Vrije' binnen te halen. In 1767 werd hij bijkomend ook nog de officiële drukker voor het stadsbestuur van Brugge.

### Gelegenheidsdrukwerk
Van het talrijke gelegenheidsdrukwerk slaagde hij er in een behoorlijk deel naar zijn drukkerij te doen overkomen, voor vaste klanten zoals gilden en ambachten, kloosters, schuttersgilden, rederijkers, godvruchtige genootschappen, vermogende particulieren enz.

### Boekdrukken
Vooral in de eerste tien jaar was zijn drukkerij bijzonder werkzaam en rolde het ene werk na het ander van zijn persen. Vooral in de jaren 1765-1767 werkte het atelier tegen een hoog ritme, dat naderhand niet volgehouden werd. De eigen publicaties waren in overgrote meerderheid in het Nederlands: 42 van de 51 titels, met dan nog vijf in het Frans, drie in het Latijn en een in het Engels. Wat de onderwerpen betreft waren er 24 van godsdienstige aard, 7 over geneeskunde, 7 educatieve boeken, 8 met ambtelijke stukken en 5 van geschiedkundige aard.
Het eerste boek dat hij in 1763 drukte was het heiligenleven van Agnes de Saint-Amour. Deze volumineuze biografie (560 blz.) van de hand van de ascetische schrijver Michel-Ange Marin (Marseille 1697 - Avignon 1767) was pas enkele maanden voordien in Frankrijk gepubliceerd. Daarnaast publiceerde hij 'Raadgevingen voor de gezondheid van den gemeenen man, van landlieden en alle die de hulpe van een bequaem genees- of heelmeester ontbreken'. Dit was de vertaling door de Rotterdamse geneesheer Lambertus Bicker van de 'Avis au peuple sur la santé' die in 1761 in Lausanne was verschenen, van de hand van de Zwitserse geneesheer Simon-André Tissot (1728-1797). Al op 4 april 1764 had Van Praet de bisschoppelijke goedkeuring voor deze publicatie, zodat er ook hier weinig tijd verliep tussen de oorspronkelijke tekst en de vertaling, die in 1765 werd gedrukt.
De godsdienstige werken waren helemaal in de geest van de tijd. Zoals iedere Brugse drukker zijn eigen almanak uitgaf, was het drukken van sermoenen als het ware een must. Weinig drukkers hadden niet één of meerdere dergelijke publicaties in hun fonds. Van Praet vatte het groots op door in tien lijvige boekdelen de sermoenen van Petrus Massemin (1644-1742) uit te geven, met vooraan een al dan niet door hemzelf geschreven biografie van deze gevierde Brugse predikant.
Hoewel hij in 1763 al het boek van M. A. Marin had gepubliceerd, beschouwde Joseph Van Praet de sermoenen als "het eerste bezonder werk, dat uit myne Persse komt" zoals hij in zijn opdracht aan bisschop Caïmo schreef, hopende dat diens hoge bescherming de verkoop van het werk zou bevorderen "niet alleenelijk in dit Bisdom, maer heel het zelve Nederland door". Voor de eventuele drukfouten verontschuldigde Van Praet zich bij voorbaat, want zo schreef hij, het werk was "om de onverduldigheid van iedereen te voldoen, in min als een jaer van onze Persse gekomen".
In 1765, het topjaar in Van Praets boekdrukactiviteiten verscheen in drie delen (1632 blz.) de 'Jaer-boecken der stadt Brugge'. Hij hernam hiermee het gelijknamig werk in twee delen dat, zonder auteursnaam, in 1738 bij Pieter Van de Cappelle was gedrukt. Al op 26 januari 1763 verkreeg Van Praet keizerlijk privilegie om het boek te herdrukken zowel in het Nederlands als in het Frans (hiervan lijkt echter niets in huis te zijn gekomen) en er voor twintig jaar de alleenverkoop van te hebben. Op 12 mei 1765 kreeg hij de bisschoppelijke approbatie.

### Jaarlijkse almanak
Een boekhandel en drukkerij zonder eigen jaarkalender kon in die tijd blijkbaar niet. De belangrijkste in Brugge was de Grooten Brugschen Comptoir Almanack die achtereenvolgens door Andries Wydts, Pieter De Sloovere en Jozef De Busscher werd gedrukt. Ze hadden hiervoor een exclusief octrooi, dat evenwel kon omzeild worden als men maar een andere inhoud vond voor een concurrerende almanak. Einde 1763 publiceerde Joseph Van Praet voor het eerst zijn 'Grooten comptoir almanack 's lands van den Vrijen' voor het jaar 1764, dat hij in een voorwoord met superlatieven van lof en onderdanigheid opdroeg aan de burgemeesters en schepenen van het Brugse Vrije.

### Catalogi
Een laatste onderdeel van de activiteiten van Van Praet bestond in het inventariseren van privé-bibliotheken en het drukken van veilingscatalogi. In 1767 drukte hij een eerste van die werkjes. Soms ging het om bescheiden drukwerk met een paar tientallen bladzijden, maar soms waren het boeken van 200 bladzijden en meer.

## Eigen inbreng
Het door Van Praet uitgegeven werk blonk zeker niet uit door originaliteit of militantisme. Het beperkte zich tot hoofdzakelijk Nederlandstalige, niet-controversiële geschriften, waarbij de godsdienstige werken het overwicht hadden. Niets ongewoons of opvallends maar de productie van een bescheiden en marktgerichte uitgever in een Vlaamse provinciestad van de Zuidelijke Nederlanden.
In de voorwoorden die Van Praet bij een aantal werken schreef, komt nochtans zijn persoonlijke mening om de hoek tevoorschijn. 
Zo gaf hij in het voorwoord tot de sermoenen van Massemin blijk van een grote gehechtheid aan de persoon van de Brugse bisschop Caïmo. De superlatieven die hij als "ootmoedigsten en onderdaenigsten dienaer" gebruikte, waren natuurlijk in de geest van de tijd, hoewel niets Van Praet verplichtte om zó lovend te zijn: "grooten en weerdigen bisschop - heel het Nederland door vermaerd en geagt - met alle de deugden die den Apostel in eenen bisschop verzoekt -" enz... Hij gaf hierbij ook uiting aan zijn gelovige en missionerende ingesteldheid, door als doel aan zijn publicatie te stellen, "niet alleen het verstand te verligten en de hoogste mysteriën van ons geloove aan alle christenen klaerelijk voor te stellen", maar vooral "de herten van alle doolende schaepen op het kragtigste te bewegen en tot boetvaardigheid te brengen".
Aan de 'Jaerboecken de stadt Brugge' gaf hij ook een lovende opdracht mee ter ere van de magistraat van Brugge en van het Vrije, onder wiens bescherming "de geleertheyt onder ons moet herleven, de konsten bloeyen en de naturelijcke gaven opgeheldert worden". Van Praet was dus een trouwe dienaar van het burgerlijk zowel als van het geestelijk gezag.
In zijn voorwoord tot de jaarboeken kwam ook tot uiting dat hij zo'n publicatie met kritische zin bekeek. Hoewel het toch drie volumes van elk 500 bladzijden besloeg, noemde hij het een "Werckxken" en een "Boeckxken" dat niet eens een volmaakte kroniek was, maar slechts een aanzet die kon leiden tot een vermeerderde en verbeterde uitgave om dan op basis daarvan een "volkomen historie" van Brugge te kunnen schrijven. De historische acribie kwam ook tot uiting in het drukken van een uitgebreide bibliografie met de opgave van alle werken die Custis voor het opstellen van zijn "jaarboeken" gebruikt had: bijna honderd Latijnse, Franse en Nederlandse werken, telkens secuur opgegeven met plaats en jaar van de druk.
Zijn kritische historische zin betoonde Van Praet ook in zijn voorwoord tot het Jaarboek der gilde Sint-Joris. Hierin dreef hij de spot met de hersenloze kroniekschrijvers die hun verbeelding als enige bewijsstukken aanvoerden en die, voor wat betreft de Sint-Jorisgilde de oorsprong gingen zoeken in de tijd van Julius Cesar of bij de Franken. Van Praet hield het bij een verzameling van authentieke documenten die hij in de archieven van de gilde aantrof en waarvan het oudste dateerde uit 1321. Hoewel hij hierbij onderstreepte dat hij niet de "eerzugt" had zich "uyt te geven voor historie-schrijver", toonde hij ook hierin dat hij een gezonde historische ingesteldheid had.

## Boekhandel
Het is vooral de boekhandel die aan Van Praet de reputatie gaf van "progressist", hoewel ook dit te nuanceren valt. Het is juist dat hij voldeed aan de vraag van het intellectuele Brugse publiek om de filosofische werken aan te bieden. Rousseau, Voltaire, Montesquieu, l'abbé Raynal, John Locke, Hume, Pufendorf, Swift: men kon het allemaal bij Van Praet vinden. Maar niet alleen dat soort lectuur.
Het verkopen van "filosofisch" werk, waar alleen het meest integristisch deel van de clerus aanstoot aan nam, gebeurde overal in boekhandels waar misschien wel tienmaal zoveel religieus en devoot werk werd aangeboden. Zo ook bij Van Praet, die hierin helemaal niet uitzonderlijk was. De meeste, zo niet al zijn collega's hadden de "verlichte" werken ter beschikking. Cornelius De Moor die o.m. de vastenbrieven van bisschop Brenart drukte, werd op het matje geroepen niet zozeer omdat hij de op de index van de verboden boeken geplaatste werken van abbé Raynal verkocht, maar vooral omdat hij er door middel van aanplakbrieven reclame voor maakte.
Er moet dus rekening gehouden met de commerciële ingesteldheid van de drukkers, die verkochten waar er vraag naar was, zonder dat ze het noodzakelijk met de inhoud van die boeken eens waren. Aangezien ze hierin door de burgerlijke overheid gesteund werden en trouwens ook veel geestelijken zich bij hen de "verboden" boeken kwamen aanschaffen, stapten ze licht over de kritiek van de kerkelijke censors.

## Ideologische situering van Joseph Van Praet
Van een boekhandelaar en drukker op het einde van de 18de eeuw is het altijd interessant te weten hoe hij zelf dacht en bij welke van de mekaar bekampende filosofische en politieke stromingen hij zich aansloot, of met wie hij minstens een geestesverwantschap betoonde.
De auteur van de nota "Joseph Van Praet en het Brugse boekbedrijf op het einde van de 18de eeuw" gaf in 1992 nogal goed weer hoe men was beginnen denken over Van Praet: "Van Praet verkocht niet alleen boeken van de "philosophes", hij was ook hun ideeën toegenegen. In elk geval was hij een heftig tegenstander van de Brabantse Omwenteling (1789) en kwam hij in conflict met de bisschoppelijke censor." En verder nog: "Ook op politiek vlak trad deze zoon (François) in de voetsporen van zijn vader: hij werd lid van de Société Littéraire en van de Jacobijnse club te Brugge".
Dit oordeel dient te worden genuanceerd en gedeeltelijk tegengesproken. Vooreerst dient opgemerkt dat Joseph Van Praet geen lid werd van de einde 1786 opgerichte Société Littéraire. Totdat ze in 1792 evolueerde, was deze vereniging bijna uitsluitend bevolkt door edellieden, aangevuld met enkele weinige vertegenwoordigers van de hogere burgerij. Van Praet behoorde niet tot deze hoogste maatschappelijke klasse. Van de "Jacobijnse club" was hij nooit lid, want hij was tien maanden voor de oprichting ervan overleden.
Er lijkt geen twijfel over te bestaan dat Joseph Van Praet tijdens de Brabantse Omwenteling patriot en statist was, aanhanger van de traditionalistische strekking en dat hij niet onder de keizersgezinden of "vijgen" kon gerekend worden. Hoewel er toch één tegenindicatie bestaat, met betrekking tot een incident dat sporen liet in het "crimineel register" van de stad. Op 22 oktober 1790 had Joseph Van Praet volgens een naamloos rapport "misaghtende discoursen gehouden tegen de religie en de devoiren hedendaegs gepleegt voor 's lands welvaeren, [zo]dat men genoodzaekt hadde geweest hem uit den huyze te doen vertrekken ende compagnie te ontzeggen. Wen gelijk hij ter causen van zijne antipatriotique discoursen reeds verscheyde compagnies is ontseyt geworden."
De getuigen voegden eraan toe dat hij vaak ongunstige berichten verspreidde over het patriottenleger en dat men "uit zijn discoursen begrijpt dat zijn gedachten zeer antipatriotique zijn, mits hij hem altijd schijnt te verheugen in alles wat ons tegengaet."
Het zou nochtans overdreven zijn hieruit te besluiten dat Van Praet een antiklerikale jakobijn was geworden, of zelfs maar een overtuigd royalist.
Na de terugkeer van de Oostenrijkers bleef er Joseph van Praet nog een jaar te leven. Er werd door de Oostenrijkers over alles de spons geveegd en hij was weer de officiële drukker van stad en Brugse Vrije. Zoals de meesten nam hij er vrede mee om onder het Oostenrijks gezag weer rust te vinden, vooral ook omdat de opvolger van Jozef II zich erg toegeeflijk opstelde.
Zo populair werd Leopold II dat het stadsbestuur besliste een standbeeld van hem op te richten op de Markt. Ieder burger kon hiervoor zijn financiële bijdrage leveren. De intekenlijsten lagen ter beschikking bij de drukkers Van Hese, Bogaert, Van Eecke en ook bij J.Van Praet en zoon.
Aan zijn overlijden wijdde de kroniekschrijver Van Walleghem een volle paragraaf: "Op den 20 januari (1792) overleed zeer subitelijk d'heer Joseph Van Praet, boekdrukker, wonende by d'Eiermarkt, terwijl dezen heer eergisteren van eene appoplexie geslaegen zijnde, niet is konnen tot kennis gebragt worden, niettegenstaende alle mogelijke devoiren welcke hiertoe aangewent wierden, totdat hij op heden op 't onvoorziens zonder te konnen geholpen worden ofte zonder de noodige heylige gerechten van Onze Moeder de H. Kercke te konnen ontfangen, overleden is".

## Weduwe Van Praet
Het overlijden van Joseph Van Praet betekende niet het einde van de drukkerij en boekhandel. Nog zestien jaar zou de weduwe, geholpen door haar inwonende dochter Félicité en in mindere mate door haar zoons François en Augustin de zaak verder zetten.
De vele drukwerken die het gevolg waren van de revolutionaire koorts, kwamen mee uit de persen van Van Praet. Ook andere drukkers hadden hierin hun deel, vooral dan Bogaert en De Busscher, waar jonge zonen mee aan het roer kwamen die 'Nieuwe Orde'-gezind waren.
De drukkerij en boekhandel Van Praet was evenwel niet meer zo actief als vroeger. Er waren heel wat nieuwe en dynamische jonge drukkers aan de slag, terwijl er bij Van Praet geen opvolging kwam. Stond er nog af en toe "Weduwe Van Praet en Zoon" op het drukwerk vermeld, dan was het niettemin duidelijk dat zowel François als Augustin andere ambities koesterden.
De laatste drukwerken van de weduwe Van Praet dateren van begin 1808. Het ging om een grote affiche in twee delen (40 op 34 en 40 op 19 cm) waarop alle veroordelingen vermeld stonden die in december 1807 door de criminele rechtbank van het Leiedepartement waren uitgesproken en een departementaal reglement gedateerd 29 februari 1808.
Enkele dagen later, op 11 maart 1808, stierf de bejaarde uitbaatster. De aangifte van nalatenschap werd gedaan door de vijf kinderen, Joseph, François, Augustin, Marie-Anne en Félicité. Joseph was er niet voor uit Parijs teruggekeerd en François werd vermeld als "absent". Het was geen aanzienlijke nalatenschap. Het onroerend bezit bestond uit twee huizen in de Kuipersstraat, gewaardeerd op 12190 fr en uit 800 fr meubelen en 100 fr linnen. Het boekenfonds werd verkocht voor 2000 fr en de inboedel van het drukkersatelier werd eveneens op 2000 fr geschat.
Op 8 mei 1809 leidde Emmanuel Terlinck in het sterfhuis een openbare verkoop, waarbij o.m. verkocht werden: "drukkerspersen, zethaeken, raemen en andere werktuigen en gereedschappen dienende voor de drukkerij en groot getal letters van verscheyde formen en grootte".
Het huis zelf werd eveneens te koop aangeboden door notaris De Busschere en werd als volgt beschreven: "Oude en welgekalante boekwinkel en drukkerij, spacieuze zaelen, zeven beneden en vijf bovenkamers, schone keuken, kelders, separate drukkerij en boekbinderij, grote schone Engelse hof, aubette, stallinge, remise, etc."

## Samenvattende conclusies
- Joseph Van Praet stamde uit een Brugse middenstandsfamilie met een lange traditie in de textielhandel en genoot een goede opvoeding. Van moederszijde sproot hij uit een kunstenaarsfamilie voort. Zijn huwelijk met een in Frankrijk geboren en getogen familielid kan uitleggen waarom hij zich in het Franstalig deel van de Brugse bevolking goed thuis voelde.
- Hij had een omvangrijker gezin dan sommige studies vermeldden: negen kinderen, van wie er vijf de volwassen leeftijd bereikten en hem overleefden.
- Hij oefende een nevenberoep uit als ontvanger van verschillende heerlijkheden en parochies.
- Hij was zeer actief in het Brugs verenigingsleven, vooral als regisseur van de Sint-Jorisgilde en als penningmeester van de kunstacademie en van de "Confrerie van het Concert".
- Hij was een gecultiveerd en belezen man. Heel wat door hem geschreven voorwoorden in zijn publicaties, evenals zijn oorspronkelijk werk (Sint-Jorisgilde en aanvulling Brugse Jaarboeken) tonen dit aan. Hij gaf blijk van eruditie en van een gezonde kritische ingesteldheid.
- In de eerste fase van zijn beroepsleven (+ 1745 - 1762) was hij een actief lakenhandelaar, die zich tezelfdertijd intensief op zijn nieuw beroep als drukker en uitgever voorbereidde.
- Hij schakelde over op drukken en uitgeven omdat hij van in zijn jeugd een voorliefde koesterde voor boeken en van zijn hobby zijn beroep wou maken.
- Van Praet kon zelf zetten, drukken, noch boekbinden. Dit belette niet dat hij aan het hoofd van een drukkersatelier en boekbinderij kon staan, waar het materiële werk door drukkersgasten werd uitgevoerd. Ondanks de aanvankelijke tegenkantingen wist hij zich behoorlijk in het librariërsgild te doen accepteren.
- De drukkerij Van Praet leverde een grote hoeveelheid overheidsdrukwerk, als beëdigd drukker van het Brugse Vrije (vanaf 1762) en van de stad Brugge (vanaf 1767). In de revolutietijd drukte men ook voor sommige efemere bestuursorganen. In de Franse tijd bleef de drukkerij aanvankelijk de officiële drukker van het Leiedepartement. Vanaf 1796 deelde hij dit drukwerk met minstens drie andere Brugse drukkerijen.
- Hij was actief in het bezorgen van gelegenheidsdrukwerk, in concurrentie met alle andere Brugse drukkers.
- Hij was een niet onbelangrijk drukker en uitgever van boeken en dit vooral in de eerste jaren van zijn drukkersactiviteit.
- Vanaf minstens 1767 ontpopte hij zich als boekenantiquaar en specialist in het opstellen van catalogi en het veilen van verzamelingen, in concurrentie met onder meer Joseph de Busscher.
- Minstens vanaf 1770 legde hij zich méér toe op het promoveren van zijn boekhandel, o.m. door middel van maandelijkse catalogi.
- Voor 1787 liet hij zich niet opmerken door bijzondere of afwijkende houdingen of zienswijzen. Als uitgever vroeg hij steeds heel stipt de goedkeuring aan van de kerkelijke censor voor de door hem te publiceren boeken, ook als die niets met geloof en zeden te maken hadden. Sommige van die boeken voorzag hij van hoogst eerbiedige voorwoorden en onderdanige opdrachten aan de kerkelijke of burgerlijke overheden. In de catalogi van boekenveilingen gaf hij met een tekentje aan wanneer het om boeken ging die op de kerkelijke index voorkwamen, en dus in principe enkel verkocht werden aan wie toelating had om zulke boeken te lezen. Er is geen voorbeeld bekend van enige botsing van Joseph van Praet, hetzij als drukker-uitgever, hetzij al boekhandelaar met de kerkelijke censuur.
- Hij had in zijn boekhandel de werken van de meeste Franse, Engelse en Duitse "verlichte" auteurs, hoewel dit zeker niet als een in het oog springende specialiteit moet worden gezien. Dezelfde werken waren bij de meeste, zo niet bij alle Brugse boekhandelaars te verkrijgen.
- In het jaar 1787 nam hij duidelijk partij voor de ambachten en steunde hij ze in hun acties tegen de lokale overheid en in hun (voorwaardelijke) trouw aan het keizerlijk gezag. In die zin kan hij vóór 1789 als royalist, maar vooral als traditionalist bestempeld worden.
- Tijdens de Brabantse omwenteling was hij, zoals de meesten, in een eerste fase de onafhankelijkheid genegen en zette er zich voor in. Ook zoals de meesten was hij tegen eind 1790 sterk ontgoocheld en bekritiseerde hij o.m. de rol van de geestelijkheid in de revolutie.
- Tijdens de eerste Oostenrijkse restauratie (vanaf januari 1791) roerde hij zich niet. Hij behoorde alvast niet tot de groep burgers, waaronder heel wat ontvangers, die de tijdens de Brabantse Omwenteling verworven rechten, behouden wilden zien en hiervoor zelfs procedures inzetten.
- Aangezien hij overleed in januari 1792, tijdens de laatste Oostenrijkse periode, is het onmogelijk te gissen wat hij tijdens de Franse periodes zou gedaan hebben.

## Publicaties door Van Praet
- Jaerboek der keyzerlijke ende koninglijke Hoofdgilde van den Edelen Ridder Sint-Joris in den Oudenhove binnen de stad Brugge, 1786
- Van Praet schreef een aanvulling in de Jaarboecken der stad Brugge met efemeriden over de laatste decennia.
- Van zijn hand waren een aantal inleidingen in door hem gepubliceerde boeken.

## Uitgaven door drukker Van Praet
- M.A.MARIN, Agnès de Saint Amoré, ofte de vierige novitie, 1763.
- Alexander POPE, Musae anglo rhetorices sine eclogae quatuor ab Alex. Pope anglice conscriptae a rhetoribus collegi angliani Brugis latine redditae, 1763.
- Petrus MASSEMIN, Sermoenen, 12 boekdelen,1765
- Simon André TISSOT, Raedgevinge voor de gezondheid van de gemeenen man, van landlieden en alle die de hulpe van een bequaem genees- of heelmeester ontbreken, 1765. Herdruk in 1784.
- Charles CUSTIS, Jaer-boecken der stad Brugge, behelsende de gedenckenweerdigste geschie-denissen ( ... ), Deel 1, 2, 3, 1765
- Gerard VAN SWIETEN, Korte beschrijvinge en geneeswijs des sieckten die veeltijds in de Heyr-legers voorkomen, 1765
- Gerard VAN SWIETEN, Description des maladies qui règnent le plus communément dans les armées, 1765.
- Den troost der armen, behelsende ( ... ) remedies ( ... ) seer dienstig in alle families ende hospitalen, 1766
- Het hemels palmhof, beplant met godtvruchtige oeffeningen, litanien, gebeden, etc, 1766 Herdruk in 1771
- Schat-kamerken in zig besluitende de middelen om gemakkelijk rijk en geluckig te leven en zalig te sterven, 1766
- Petrus CANISIUS, Parvus catechismus catholicorum, 1766
- Rev.Père COLLINS, dominicain à Nancy, Sermon nouveau sur la religion ( ... ) dans lequel on prouve l'existence de Dieu contre les matérialistes, la vérité de la révélation contre les deistes et l'autorité de l'Eglise contre tous les sectaires, 1766
- Petit manuel pour l'instruction de la jeunesse, 1766
- Den thien jarigen Almanach, beginnende 1766 en eyndigende 1775, 1766
- Christelijke onderwijzinge en gebeden getrocken uyt de H.Schrifture, den Missael en de H.Oudt-vaders, wegens de voornaemste plichten des geloovige, 1766
- Straele der goddelycke liefde ( ... ) verciert met zeer schoone gebeden, oeffeningen en litanien, gedeelt op de zeven dagen van de weke, 1766. Herdrukt in 1779
- Thomas a JESU, Praxis vive Fidei, ex qua justus vivit, 1766
- Uytlegginge van den Vader Ons ende Wees Gegroet, 1766
- Den Martelaer van het Geheym der Biechten, ofte het leven van den H.Joannes Nepomucemus, 1766
- Thomas a KEMPIS, De naervolginge van Christus, 1766
- De vier uytersten van den mensch, waerbij is gevoegd het klein paradijs, 1766
- Den geestelijcken Bouqué, verciert met geestelijke bloemen, 1766
- Het open paradijs der godtminnende zielen ( ... ), 1766
- Thomas LAWSON s.j., The devotion to the sacred heart of Jesus, for the use of the Association erected under that title in the domestic oratory of the Society of Jesus at Bruges, 1767.
- Michiel DE SWAEN, Het leven en de dood van onzen zaligmaker Jesus Christus, rijmkonstig beschreven, twee delen, 1767
- Antonius HENNEQUIN, Nieuwjaargiften ofte sermoenen op Nieuwjaardag, 1768.
- Joseph CHEVASSU, De sermoenen op de sondagen en feestdagen, vier delen, 1768
- Den verstandigen kock, ofte sorgvuldige huyshoudster: beschrijvende hoe men op de beste en bequaemste maniere allerhande spijzen zal koken, stooven, braeden, backen en bereyden (..), 1768.
- F. J. DERLEYN, Latynsche grammatica, behelsende alles het gene noodig is tot het wel schrijven der latynsche taele, met eene voorreden aengaende de opvoedinge der jonkheid, 1769
- Historie van het Oud en Nieuw Testament, met ( ... ) bemerkingen getrokken uyt de heylige vaders en andere geestelijke schrijvers ( ... ), 1770
- M. RAULIN, Kort-bondige onderwijzingen op de kinderbaeringen, zeer voordelig voor de vroedvrouwen van het platteland; in het licht gegeven op het bevel van de fransche staetsregeringe, door M.Raulin ( ... ) in het Vlaamsch overgezet door M.De Burck, licentiaat in de medecine, 1771
- P. J. VAN BELLEGHEM en D. WATERSCHOOT, Deure ofte ingang tot de Nederduytsche Taele, deszelf lettergreep, schrijf- en uytspraekkonste. Tot geestbewerkingen geopent aen alle leerzuchtige woordgrondige ieveraeren ( ... ), 1772
- Maniere van vragen en antwoorden, die moet onderhouden worden van de kinders, de welke geheel den catechismus van buyten weten op te zeggen en willen antwoorden voor de prijzen, 1775 Herdruk in 1789
- Kort begryp der geographie ofte beginselen der landbeschrijvinge ( ... ) van nieuwe overzien en verbetert, 1775
- Litanie van de heylige twaelf apostelen die bezonderlijk geviert worden in de ( ... ) kerke van O.Lieve Vrouw binnen Brugge, 1777
- De conste van wel te sterven ( ... ), beschreven in Nederduitsche verzen door eenen ongeschoeiden Carmeliet, 1780
- Considérations sur la pêche nationale à Blankenberge, 1780
- Catechismus ofte christelijke leeringe ( ... ) voor de catholyke jonkheid ( ... ), 1781
- Abrégé historique des sciences et des beaux arts en latin et en français par M.l'abbé *** professeur royal, 1781
- Rescriptie omme d'heeren sluysmeesters ende gecommitteerde van alle de wateringen mits gaeders hoofd-gecommiteerde van alle de polders binnen den lande van den Vrijen, 1781
- S. A. TISSOT, Tractaet der inenting van de kinderpokjes en mazelen, door den heer Tissot. In de nederduytsche taele overgezet, vermeerdert ende verbetert door den heer Bicker, 1781
- Verzaemelinge van de polityke ordonnantien en de reglementen geëmaneert door burgemeesters en de schepenen 's lands van den Vrijen tot Brugge sedert oktober 1762 tot 1783, 1784
- Verzaemelinge van de politieke ordonnantien ende reglementen uytgegeven door ( ... ) burgemeesters, schepenen ende raad der stad Brugge sedert den 15 meye 1766 tot den 23 juni 1784, 1784
- Verzaemelinge van eenige oude wetten ende privilegien van de stad Brugge, 1786
- Almanach der Nederlandsche taele voor het jaer ons Heeren MDCCLXXXVII inhoudende des zelfs lettergreep, schrijf- en uytspraekkonste ( ... ) mits gaeders de oprechte handelinge der penne, om op korte tijd volmachtelijk te leeren schrijven, 1786
- Samuel Foart SIMMONS, Waernemingen op het genezen van de gonorrhaea ende sommige andere uytwerkingen van het venerien-venyn, 1786.
- Polityke ordonnantien ende reglementen uytgegeven door heeren burgemeesters, schepenen ende raed der stad Brugge, sedert 16 oogst 1784 tot ende met den 13 april 1791, 1791